# Nesidiochernes caledonicus
Espèce
Nesidiochernes caledonicus est une espèce de pseudoscorpions de la famille des Chernetidae.

## Distribution
Cette espèce est endémique de Nouvelle-Calédonie. Elle se rencontre sur le mont Koghis.

## Description
Les mâles mesurent de 1,8 à 2 mm et les femelles de 2 à 3 mm.

## Étymologie
Son nom d'espèce lui a été donné en référence au lieu de sa découverte, la Nouvelle-Calédonie.

## Publication originale
- Beier, 1964 : Pseudoscorpione von Neu-Caledonien. Pacific Insects, vol. 6, p. 403-411 (texte intégral).